# Pulsatilla halleri
Pulsatilla halleri es una planta herbácea de la familia de las ranunculáceas.

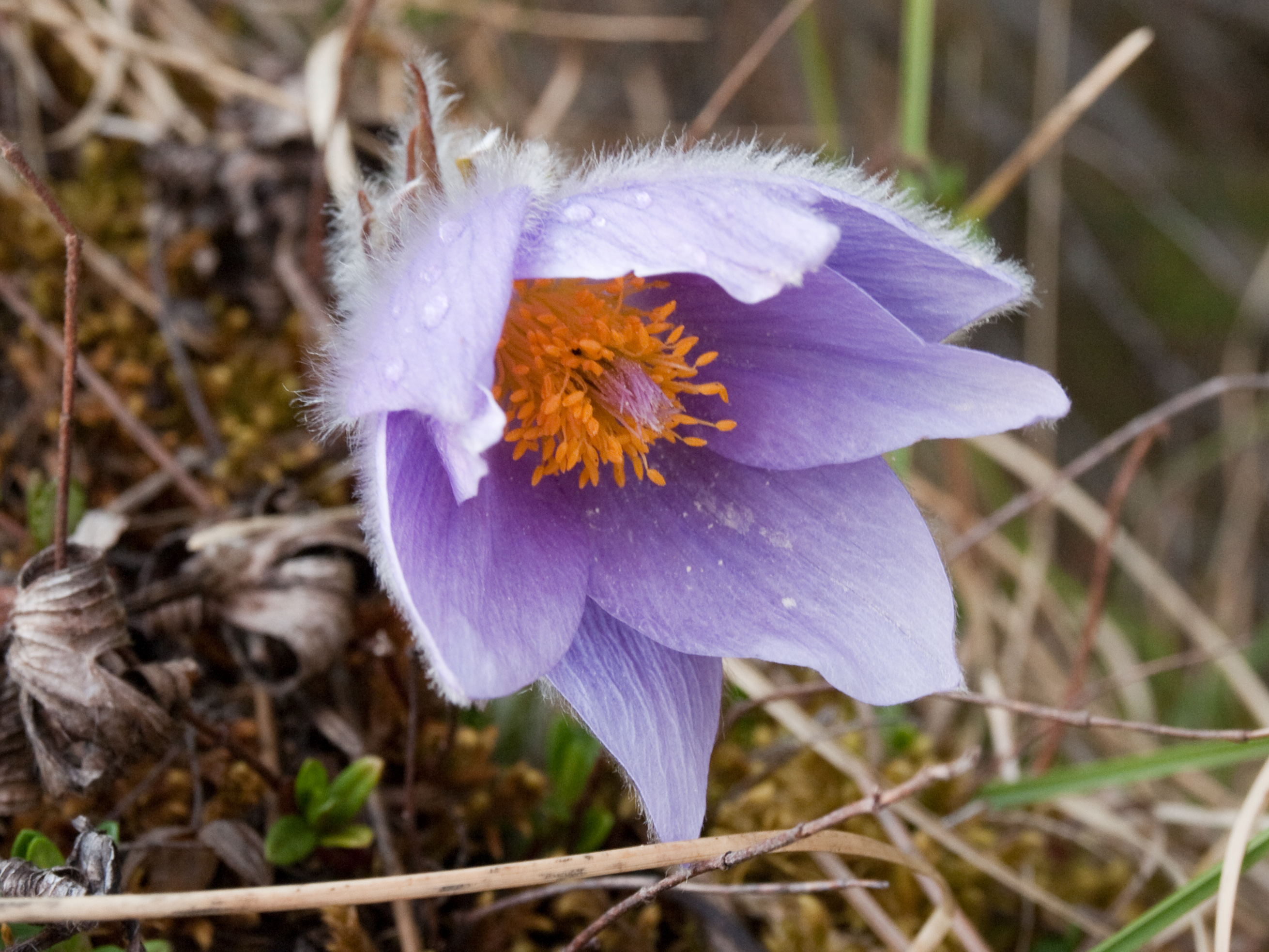
Detalle de la flor

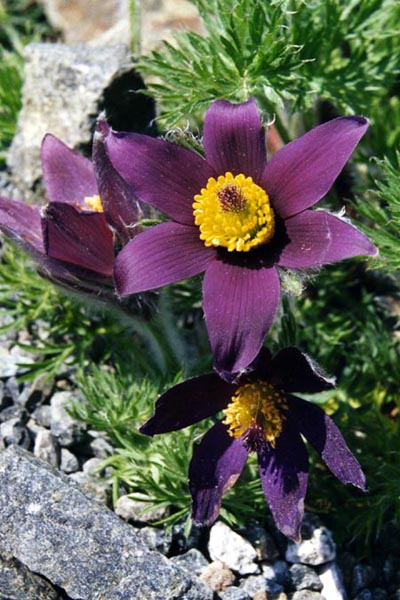
En su hábitat

## Descripción
Es una planta perenne, de crecimiento lento, con raíces profundas. Las hojas son lanosas, sobre todo basal y en los nervios de la hoja, con tres a cinco segmentos principales, el segmento terminal que tiene un tallo largo. Los tallos florales son aproximadamente de 5 cm de altura en el momento de la floración, alargándose más tarde. Las hojas del tallo son filiformes y se encuentran en un anillo debajo de la flor. Las flores son de color azul o púrpura, con seis pétalos, de 6-8 cm de diámetro. Las flores tienen muchas anteras amarillas y muchos estigmas, los estilos sedosos persisten para formar una vela que ayuda a la dispersión de los frutos.

## Distribución y hábitat
Es nativa de Europa y es originaria de sureste de Francia, sur de Suiza y Polonia, que se extiende hacia el este de Grecia, Bulgaria y Crimea.

## Taxonomía
La especie fue descrita originalmente como Anemone halleri por Carlo Allioni y publicado en Auctarium ad Synopsim Methodicam Stirpium Horti Reg. Taurinensis 40, en 1773, actualmente es tanto un sinónimo como el basónimo de esta; y ulteriormente sería transferida al género Pulsatilla por Carl Ludwig Willdenow en Enumeratio plantarum horti regii botanici Berolinensis 1: 580, en 1809.

#### Etimología
Ver: Pulsatilla
halleri: epíteto otorgado en honor del botánico suizo Albrecht von Haller.

#### Subespecies
Comprende 2 subespecies aceptadas:
- Pulsatilla halleri subsp. halleri
- Pulsatilla halleri subsp. rhodopaea (Stoj. y Stef.) K.Krause, 1958
- Pulsatilla halleri subsp. slavica (G.Reuss) Zämelis, 1926
- Pulsatilla halleri subsp. styriaca (Pritz.) Zämelis, 1926
- Pulsatilla halleri subsp. taurica (Juz.) K.Krause, 1958